# Клодзько
Клодзко (пол. Kłodzko Польська вимова: [ˈkwɔt͡skɔ]; чеськ. Kladsko; нім. Glatz; лат. Glacio) — місто в південно-західній Польщі, на річці Ниса-Клодзька. Адміністративний центр Клодзького повіту Нижньосілезького воєводства.
Місто-побратим Теребовлі.[джерело?]
Через історичні пам'ятки місто іноді називають «Маленькою Прагою» (пол. Mała Praga). Воно було засноване як поселення в X столітті та є одним із найстаріших міст Польщі, яке отримало права міста в 1233. Культурно та традиційно воно частина Богемії, адміністративно частина Сілезії з 1763.

## Географія
Місто розташоване в Нижній Сілезії, приблизно за 80 кілометрів на південь від Вроцлава в північно-східній частині Клодзької котловини, біля південно-західного підніжжя Бардзьких гір на висоті 280—431 м над рівнем моря. Котловина утворена такими горами: Совині гори та Бардзькі гори на північному сході, Золоті гори на сході, Бяльські гори на південному сході, Масив Снєжніка на півдні, Бистрицькі гори та Орлицькі гори на південному заході та Столові гори на північному заході. Клодзько має зручне розташування на перетині перевалів через ці гори. Завдяки своєму
розташуванню та зосередженню всіх основних шляхів сполучення (автомобільних і залізничних), Клодзько у своєму регіоні є центром комунікаційних шляхів, адміністративних та освітніх установ.
Найнижча над рівнем моря точка знаходиться біля впадіння річки Сцинавки в річку Ниса Клодзька, а найвищою є пагорб Шиндзельня в північно-східній частині міста.
Через місто протікає Ниса Клодзька. Ниса, та її притоки слугують віссю міської забудови, протяжність якої в меридіональному напрямку становить близько 7,6 км, а в широтному — близько 6,4 км. В середині міста від Ниси відокремлюється канал Млинувка, що охоплює великий острів, на якому розташовані колишнє передмістя Пясек і нове поселення. Окрім того, в межах міста до Ніси впадають невеликі струмки Йодловник та Яшкувка. Вище міста в Нису Клодзьку впадають ліва притока Бистриця Душницька та права притока Бяла Лондецька, а за межами міста на півночі — Сцинавка.

## Клімат
Клодзько лежить у зоні зі значним кліматичним впливом атлантичних повітряних мас, м'якою зимою з непостійним сніговим покривом і відносно невеликою кількістю опадів. Середньорічна температура повітря становить 8,0 °C, найвищі температури реєструються в липні, в середньому 18,1 °C. Найнижча середня температура в січні -2,6 °C. Річна кількість опадів становить в середньому 821 мм.

## Історія

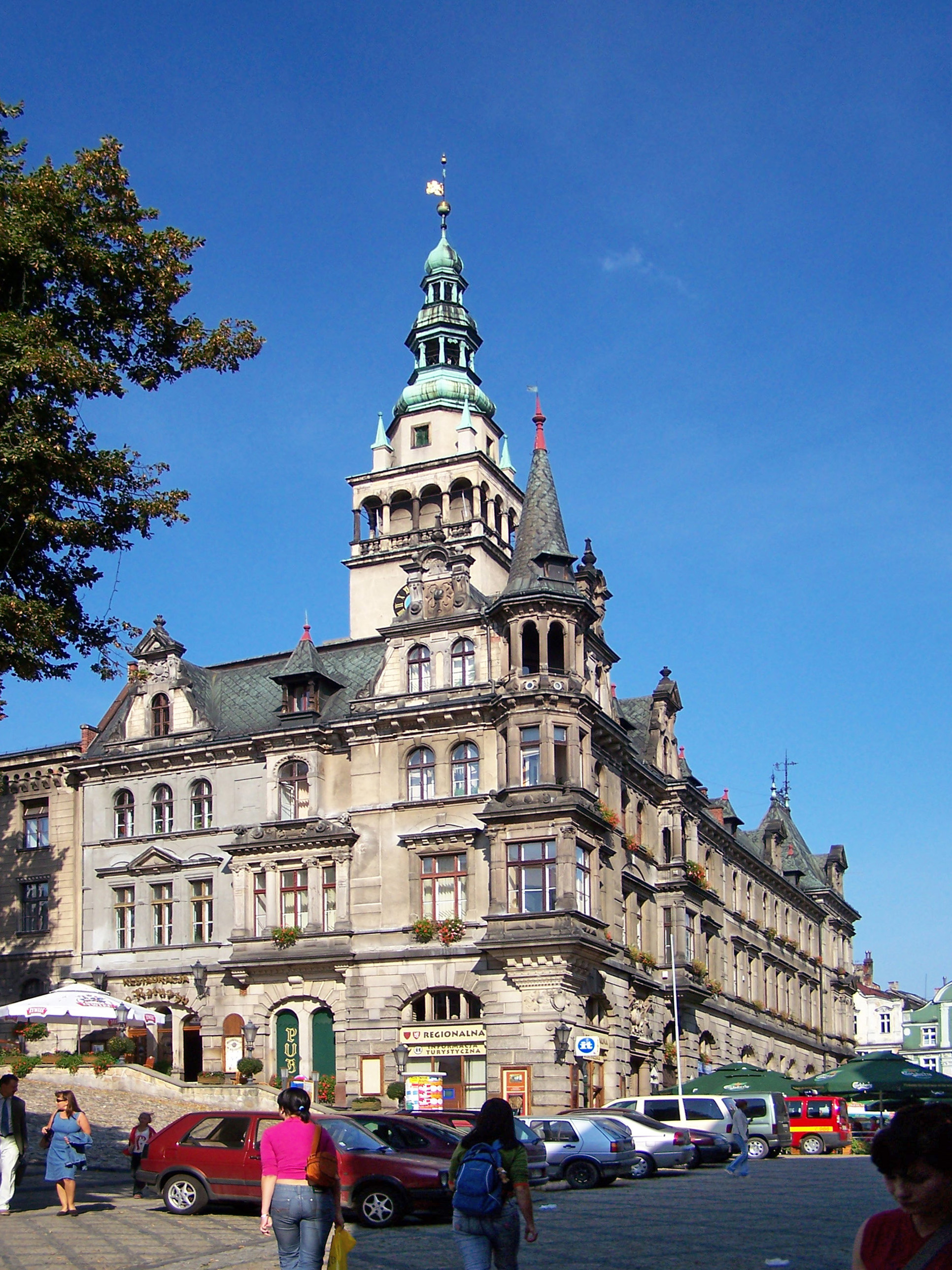
Ратуша

### Середньовіччя
У давні часи навколо сучасної території міста існувало безліч поселень, які розміщувалися на торговому Бурштиновому шляху. Наприкінці X ст. на території був збудований замок, який належав Лібіцькому князівству, під управлінням Славніка, батька Святого Войцеха. У записі чеського літописця Косми Празького, який датується 981 роком, у рік смерті Славніка, вперше згадується про Клодзько.
Протягом XI ст. відбувалися постійні битви між польською династією П'ястів та чеською династією Пржемисловичів за право володіння Клодзькою землею. У 1003 році Клодзько на короткий час захопив Болеслав I Хоробрий. У 1114 році Клодзький замок був завойований князем Собіславом I із династії Пржемисловичів, який у 1137 р. уклав мир із Болеславом Кривовустим і затвердив приналежність регіону Клодзько до Чеського князівства.
Після того, як Пржемисл Отакар II загинув 26 серпня 1278 року в битві на Моравському полі Генрик IV Праведний спробував стати регентом Чехії при малолітньому королі Вацлаві II, але імператор Рудольф призначив на цю посаду Бранденбург-Зальцведельського маркграфа Отто V Асканія. Генрик Праведний у компенсацію отримав Клодське графство в складі Богемського королівства як лен. В 1305 році до складу міста додалося 5 фільварків, розташованих на півночі. У 1327—1335 і 1336—1341 Клодзько лишався під владою сілезьких П'ястів Генрика VI Доброго та Болька II Зембицького. 1458 року богемський король Їржі з Подєбрад оголосив Клодзько суверенним графством, а місто — його столицею.

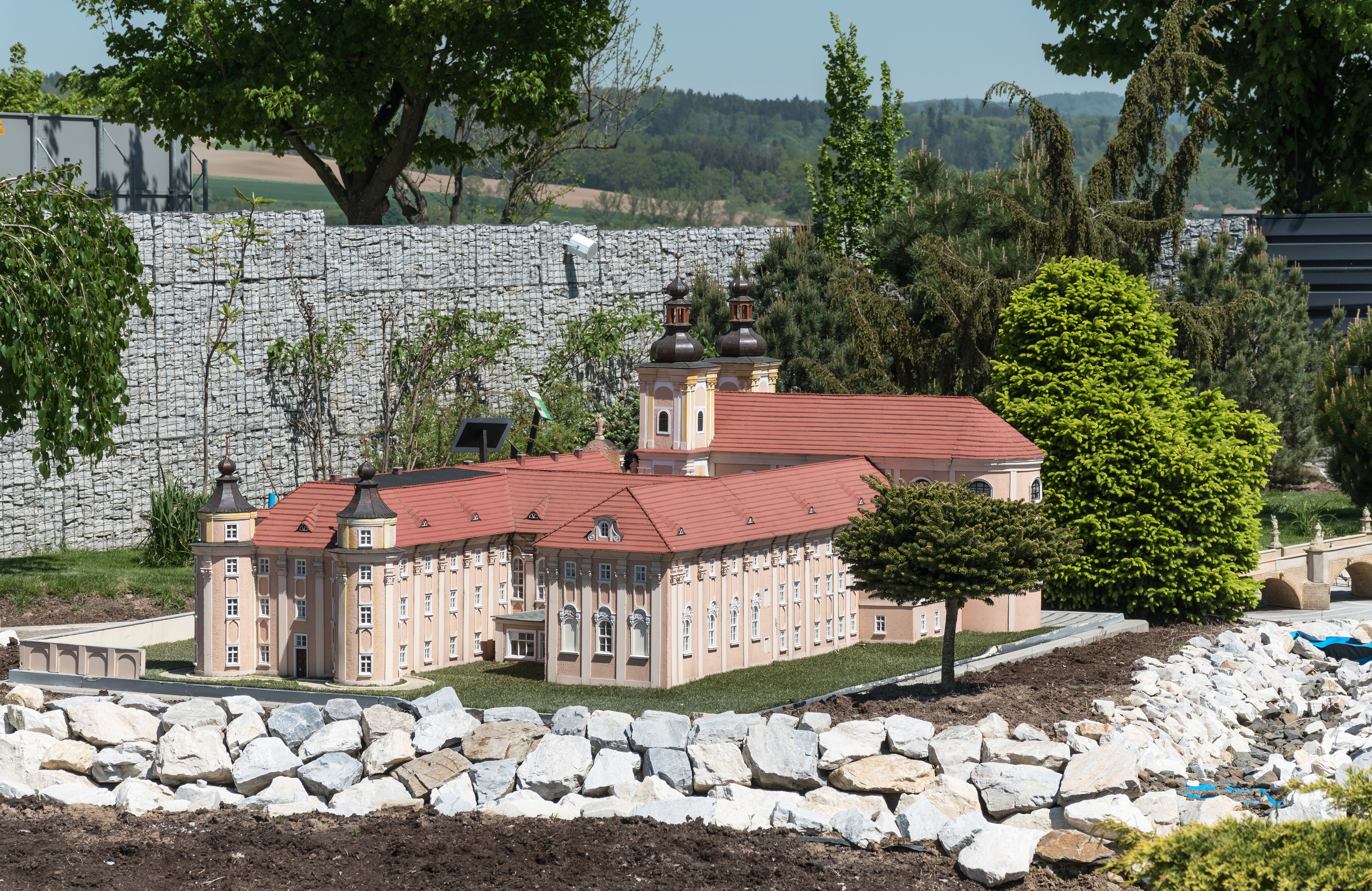
Францисканський монастир у Клодзько

### Новий час
У 1526 році Богемське королівство перейшло під владу австрійської гілки династії Габсбургів Священної Римської імперії. 1742 року згідно з Бреславськім миром, що завершив Першу сілезьку війну, Клодзько перейшло під владу Прусського королівства. У 1760 році під час Семирічної війни місто захопили австрійські війська, але в 1763 році згідно з Губертусбурзьким миром змушені були повернути місто Пруссії. 1807 року фортецю Клодзько захопили війська Наполеона, але 1815 року за Паризьким договором місто знову повернулося під владу Пруссії.
У 1868 році розпочалося будівництво залізниці, яка з'єднала Клодзько з Вроцлавом, Валбжихом, Кудовом та Стронами-Шльонськими. У 1864—1874 рр. в районі Юрандув було зведено великий лікарняний комплекс. 1877 року було скасовано статус фортеці, і місту дозволили вільно розбудовуватися. Між 1880 і 1911 роками було знесено браму і більшу частину міських мурів. Місто розширювалося на південь, схід і захід. 1884 року в Клодзьку побудовано синагогу. У 1886 році були введені в експлуатацію водопровідні та каналізаційні системи, а в 1890 — електростанції. Тоді ж збудовано міську ратушу. 1905 року в місті налічувалося 16 тис. мешканців.

### Новітній час

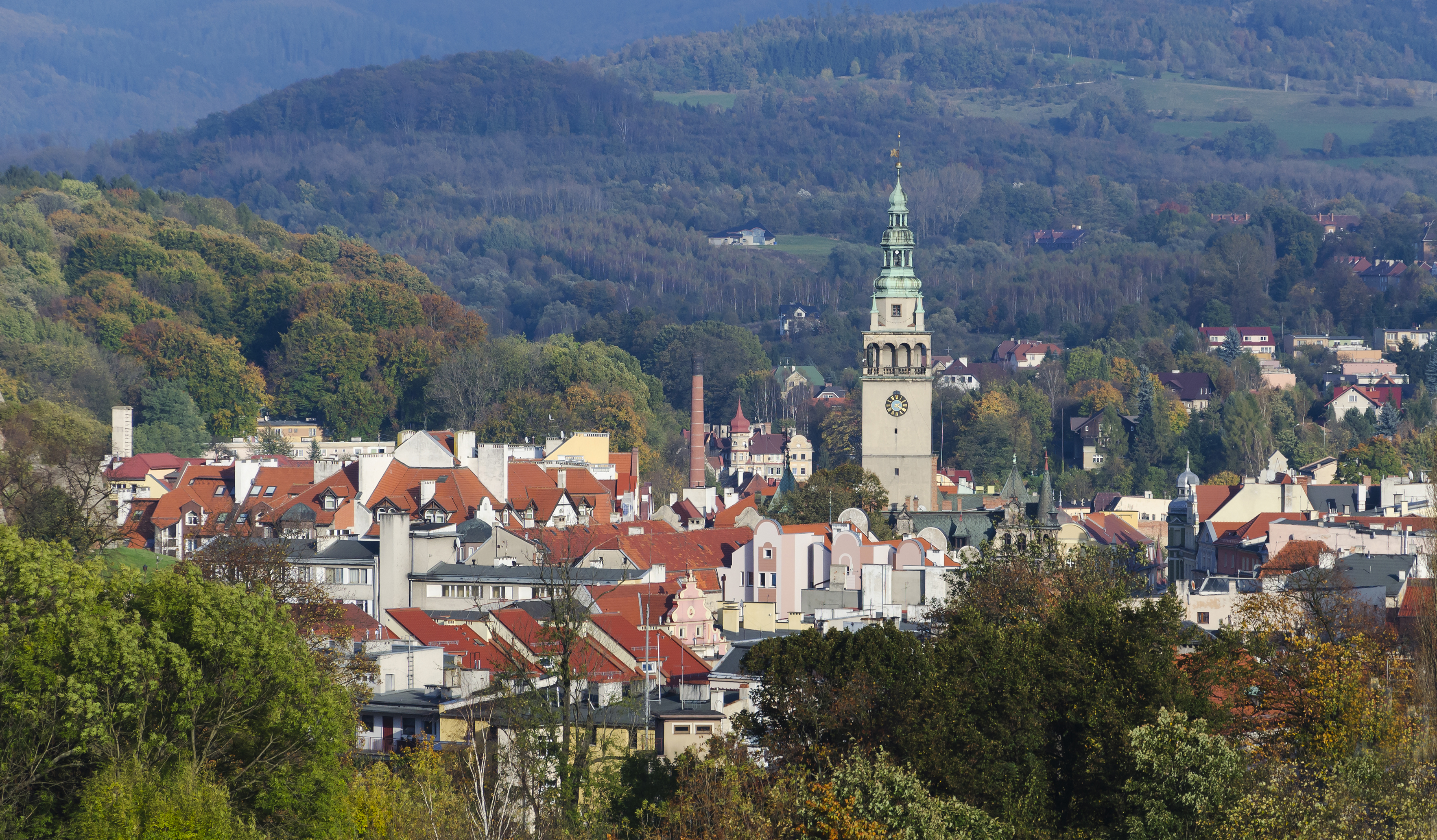
Панорама Старого міста

У міжвоєнний період розбудова міста продовжилася. Навколо центру Клодзько з'явилися нові житлові райони. На початку 1939 року у Клодзько проживало 22 000 мешканців. В період Другої світової війни на території колишньої фортеці було створено табір примусової праці (фабрики AEG). Наприкінці війни місто було оголошено опорним пунктом (нім. Festung Glatz), який було наказано захищати до кінця. Зрештою було вирішено здати місто без бою. Радянські війська 59-ї армії 1-го Українського фронту 9 травня 1945 року захопили місто. Згідно з рішенням Потсдамської конференції Клодзько перейшло під контроль польської адміністрації, попри історично вмотивовані територіальні претензії з боку Чехословаччини. До 1947 року німецьке населення було депортоване до Західної Німеччини. Влітку 1945 року до Клодзько прибули перші репатріанти зі східних прикордонних територій.
У середині 1950-х років під час перебудови міста почалися часті обвали, викликані знесенням стін у старовинних підвалах. Внаслідок цього цілі квартали в північній частині Старого міста були зруйновані й забудовані новими будинками. Для збереження історичних будівель Старого міста були виконані охоронні роботи за проєктом краківських науковців з Гірничо-металургійної академії. 1976 року створено туристичний маршрут підземеллями Клодзька, довжиною 600 м.

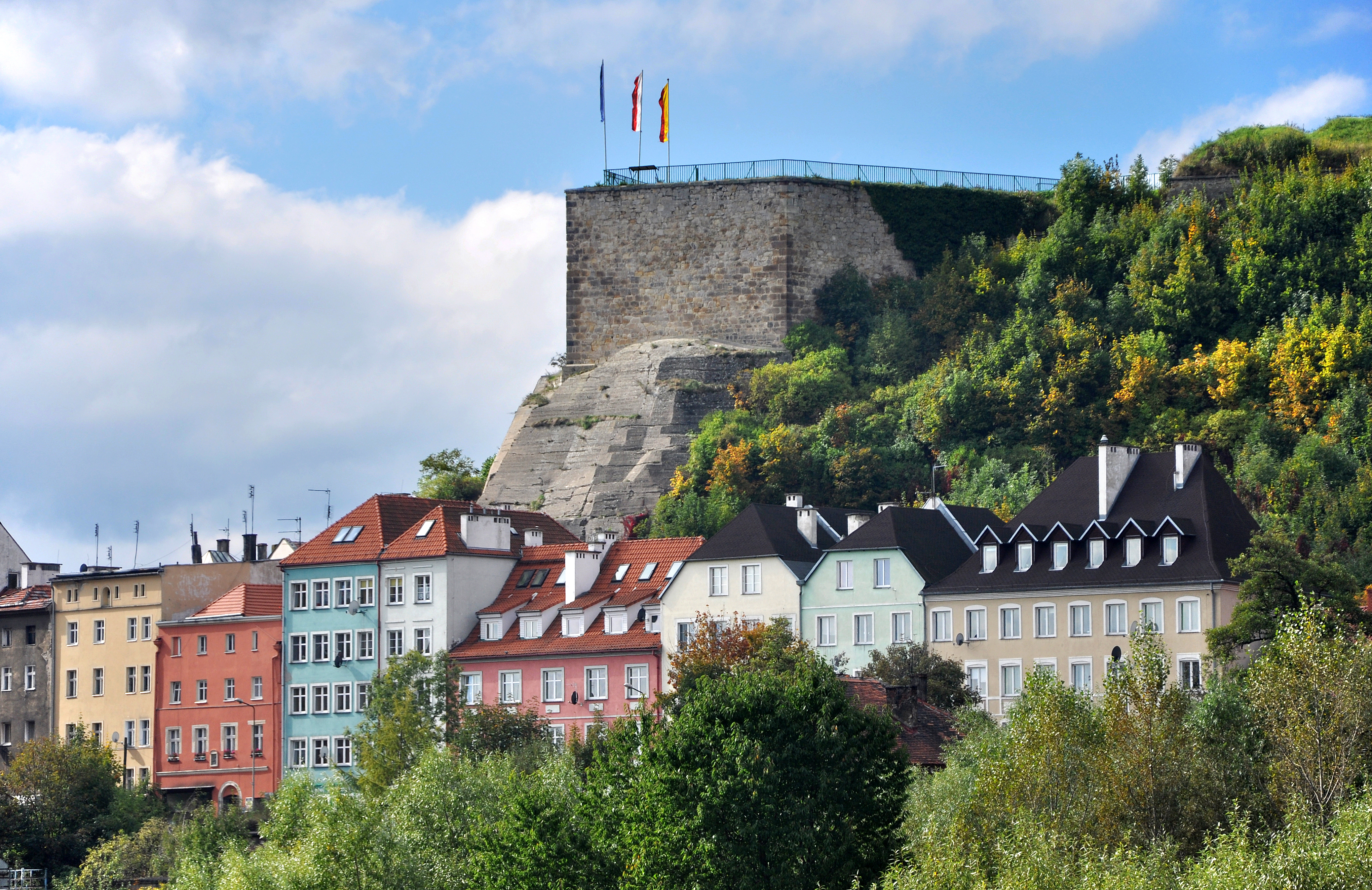
Клодзька фортеця

У ніч з 7 на 8 липня 1997 року Клодзько було затоплене повінню тисячоліття. Вода піднялася на 8,71 метра вище звичайного рівню річки Ниса Клодзька і спустошила значну частину міста (37 вулиць і 14 км доріг опинилися під водою, а збитки були оцінені в 92 мільйони злотих). Найбільше постраждали старовинні будівлі на острові П'ясек.. У наступні роки відбувалося відновлення пошкоджень від повені та реконструкція і відродження Старого міста за фінансової підтримки Європейського Союзу. Відродження охоплювало центр міста та територію Клодзької фортеці. Програма була спрямована на покращення туристичної привабливості, створення потоку туристів у відроджену зону і надання імпульсу для економічного відродження міста. Невдовзі було побудовано торговий центр «Клодзька фортеця». У 2010 році почалося будівництво критого басейну. У травні 2018 року була відкрита південно-східна об'їзна дорога.

## Демографія
Демографічна структура станом на 31 березня 2011 року:
|          | Загалом | Допрацездатний вік | Працездатний вік | Постпрацездатний вік |
| -------- | ------- | ------------------ | ---------------- | -------------------- |
| Чоловіки | 13531   | 2412               | 9499             | 1620                 |
| Жінки    | 15219   | 2276               | 8790             | 4153                 |
| Разом    | 28750   | 4688               | 18289            | 5773                 |

## Народилися
- Арношт Пардубице — перший архієпископ Празький.